# Macroglossus sobrinus
Macroglossus sobrinus је врста слепог миша из породице великих љиљака.

## Распрострањење
Врста је присутна у Вијетнаму, Индонезији, Камбоџи, Кини, Индији, Лаосу, Малезији, Мјанмару и Тајланду.

## Станиште
Врста Macroglossus sobrinus има станиште на копну.
Врста је по висини распрострањена до 2.000 метара надморске висине.

## Угроженост
Ова врста није угрожена, и наведена је као последња брига јер има широко распрострањење.

### Популациони тренд
Популација ове врсте је стабилна, судећи по доступним подацима.